# Edilberto Canales Pillaca
Edilberto Canales Pillaca (Ica, 12 de junio de 1944) es un administrador y político peruano. Fue congresista de la república durante el periodo 2000-2001 y regidor municipal de la provincia de Ica en 1980.

## Biografía
Nació en Ica, el 12 de julio de 1944. Es casado con Anita Jhong y tiene 6 hijos. 
Realizó estudios superiores de administración. Fue también gerente del Terminal Pesquero del distrito de Villa María del Triunfo.
Su carrera política se inicia cuando fue elegido como regidor del distrito de Ica por el Partido Popular Cristiano para el periodo 1981-1983.

### Congresista de la República
Para las elecciones generales del año 2000, Canales postuló al Congreso de la República por Perú Posible, partido político de Alejandro Toledo que competía contra la reelección de Alberto Fujimori, y logró ser elegido congresista por la región Ica para el periodo parlamentario 2000-2005. Sin embargo, Canales sorpresivamente renunció a Perú Posible para luego pasarse a las filas de la alianza fujimorista Perú 2000, formando parte de los congresistas tránsfugas. Su pase se debió a que Canales había recibido dinero de manos de Vladimiro Montesinos, asesor presidencial de Fujimori. En su labor legislativa fue miembro de la comisión de economía y vicepresidente de la comisión de industria.
Luego de la difusión de los Vladivideos y la renuncia de Alberto Fujimori a la presidencia del Perú mediante un fax, su mandato legislativo fue reducido hasta el año 2001 en donde se convocarían a nuevas elecciones generales. En dichas elecciones, Canales postuló sin éxito a la reelección con Solución Popular, alianza conformada por los partidos fujimoristas Vamos Vecino y Con Fuerza Perú para postular al exministro Carlos Boloña a la presidencia del Perú.

## Controversias

### Caso Tránsfuguismo
Tras su escandaloso pase al fujimorismo en el año 2000, Edilberto Canales fue luego investigado por una comisión especial del Congreso creada en el año 2001 en donde en medio de interrogatorios, Vladimiro Montesinos confesó que Canales fue llevado al Servicio de Inteligencia Nacional por el congresista José Elías Ávalos (otro tránsfuga) para pasarse a las filas de Perú 2000, a cambio de arreglar algunas denuncias judiciales. Canales fue denunciado ante el Congreso de la República y luego acusado por el Ministerio Público por los delitos de cohecho pasivo impropio y receptación. En el año 2008, fue absuelto junto a otros ex-parlamentarios acusados del mismo caso.
En diciembre del año 2011, el diario La República difundió que diversas personas, entre ellos Canalles, visitaban irregularmente al condenado expresidente Alberto Fujimori.